# Dario Alessi
Dario Renato Alessi (* 1967 in Straßburg) ist ein britischer Biochemiker an der University of Dundee.

## Leben und Wirken
Alessi hat schottische und italienische Eltern, wuchs in Frankreich und Belgien auf und ist mit einer Spanierin verheiratet.
Dario Alessi erwarb an der University of Birmingham 1988 einen Bachelor und 1991 bei Ian P. Trayer und David R. Trentham einen Ph.D. in Biochemie. Als Postdoktorand arbeitete er bei Philip Cohen an der University of Dundee, die mit dem Medical Research Council eine Forschungseinrichtung über Phosphyrilierung von Eiweißen betreibt, die Protein Phosphorylation Unit. Hier wurde Alessi 1997 Forschungsgruppenleiter und 2012 Direktor.
Alessi ist bekannt für seine wegweisenden Arbeiten zum Cell signaling, dem Vorgang der Kommunikation zwischen Zellen, und der Bedeutung der Kinasen für diesen Prozess. So entdeckte und charakterisierte er die Kinasen PDK1 und LKB1. Weitere wichtige Arbeiten befassen sich mit der LRRK2. Diese Forschungen haben besondere Implikationen für das Verständnis des Morbus Parkinson. Alessi hat laut Google Scholar einen h-Index von 157, laut Datenbank Scopus einen von 133 (jeweils Stand März 2025).

## Auszeichnungen (Auswahl)
- 2002 Mitglied der Royal Society of Edinburgh
- 2005 Mitglied der European Molecular Biology Organization[5]
- 2005 EMBO Gold Medal[2]
- 2008 Mitglied der Royal Society[6]
- 2023 Louis-Jeantet-Preis (Jeantet-Collen Prize for Translational Medicine)[1]
- 2023 Officer des Order of the British Empire (OBE)[7]
- 2026 Preis der Feldberg Foundation